# متحف الشمع (حلوان)
متحف الشمع في حلوان متحف مصري يقع في مدينة حلوان بالقاهرة، تم تأسيسه عام 1934، ويضم المتحف العديد من الأعمال الفنية من الشمع وكذلك مقتنيات نادرة لمراحل تطور التاريخ المصري، بداية من الفراعنة وصولا إلى العصر الحديث، يوجد بالمتحف العديد من تماثيل شمعية صنعت بدقة متناهية دفعت متخصصين إلى تصنيفه في المركز الرابع في قائمة أفضل متاحف الشمع في العالم، كما صنف ثاني أشهر متحف شمع في العالم.
عانى المتحف في الفترة الاخيرة من الإهمال وعدم الصيانة والتجديد، وفي سبتمبر 2009 أصدرت وزارة الثقافة المصرية قراراً بغلق متحف الشمع حفاظاً على سلامة الزائرين بعد تقارير على عدم وجود مواصفات الأمان نتيجة تصدع المباني بالإضافة إلى عدم وجود وسائل تهوية مناسبة أو تأمين للمنشأة ولا يزال مغلق حتى الآن.

## تاريخ المتحف
تأسس عام 1934 على يد الفنان المصري «جورج عبد الملك»- في ميدان التحرير، قبل أن ينقل إلى جاردن سيتي، ومنه إلى عين حلوان عام 1950، تم إنشاء المتحف كمحاولة لتجسيد الأحداث التاريخية المصرية، وإبراز أهميتها على المستويين العربي والعالمي. يصنف خبراء متحف الشمع باعتباره متحفا تعليميا، فهو يحكي من خلال عشرات التماثيل التي نحتت بدقة شديدة، تاريخ مصر في شكل مجسم، الأمر الذي يجعله قبلة لآلاف الطلاب والسائحين على حد سواء. يعد متحف الشمع المصري هو الرابع على مستوى العالم بعد متاحف فرنسا وإنجلترا وأستراليا من حيث ما يضمه من مقتنيات، لكنه يحتل المركز الثاني من حيث الشهرة.

## مقتنياته
ويضم المتحف 116 تمثالاً و26 منظراً تحكي تاريخ مصر، بدءاً من الأسرة 18 الفرعونية، حتى ثورة 23 يوليو وجارى الآن تطويره لتجسيد المرحلة الثانية من تاريخ مصر الثورة إلى الوقت الحالي. تعطي تماثيل هذا المتحف المصنوعة من مادة الشمع انطباعاً للمشاهد بأنه أمام شخصيات من لحم ودم.
أنشئ المتحف على يد الفنان المصري العالمي جورج عبد الملك، وكان من امهر الفنانين المصريين في عصره، بعدما برع في تجسيد العديد من القصص والروايات، التي تسرد تاريخ فجر الحضارة الفرعونية، مروراً بالحضارات اليونانية والقبطية والإسلامية وصولاً إلى عصر الثورة في يوليو 1952 في العديد من التماثيل الشمعية التي تعد من أبرز مقتنيات المتحف. قسم الفنان عبد الملك العصور التاريخية التي مرت على مصر في 26 مشهداً، وضع لها خلفيات موحية ذات دلالة، أضفت على المشاهد تأثيرات الحياة في عصورها الغابرة.

## أقسامه
يعتمد تقسيم المتحف على تخصيص عدد من القاعات لكل فترة زمنية معينة، يحيط بكل قاعة حديقة مورقة أعطت المتحف بريقا خاصا، ويمكن المرور من مشاهد عصر إلى عصر آخر عبر الغرف المتصلة ببعضها بشكل متوالٍ، يسرد الحقب التاريخية في ترابط تاريخي، وتنتهي هذه القاعات بممرات مؤدية إلى صالات أخرى تعرض بها مقتنيات المتحف. يبدأ الزائر بقسم العصر الفرعوني الذي يحاكي تاريخ الأسرة الثانية عشرة والتي حكمت مصر لمائتين وخمسين عاما متواصلة، وقد أبدع الفنان في تجسيد ملوك هذه الأسرة ابتداءً من أمنحتب الرابع، وهو أول المنادين بتوحيد العبادة ونبذ عبادة الطيور والحيوانات وعبادة الشمس كإله واحد، وفي جانب من هذا المشهد يظهر القائد حور محب بجانب زوجته، وأحد النمور المتوحشة التي كانت تصاحب الجيوش في معاركها عندما كان حور محب قائداً لجيوش مصر القديمة.

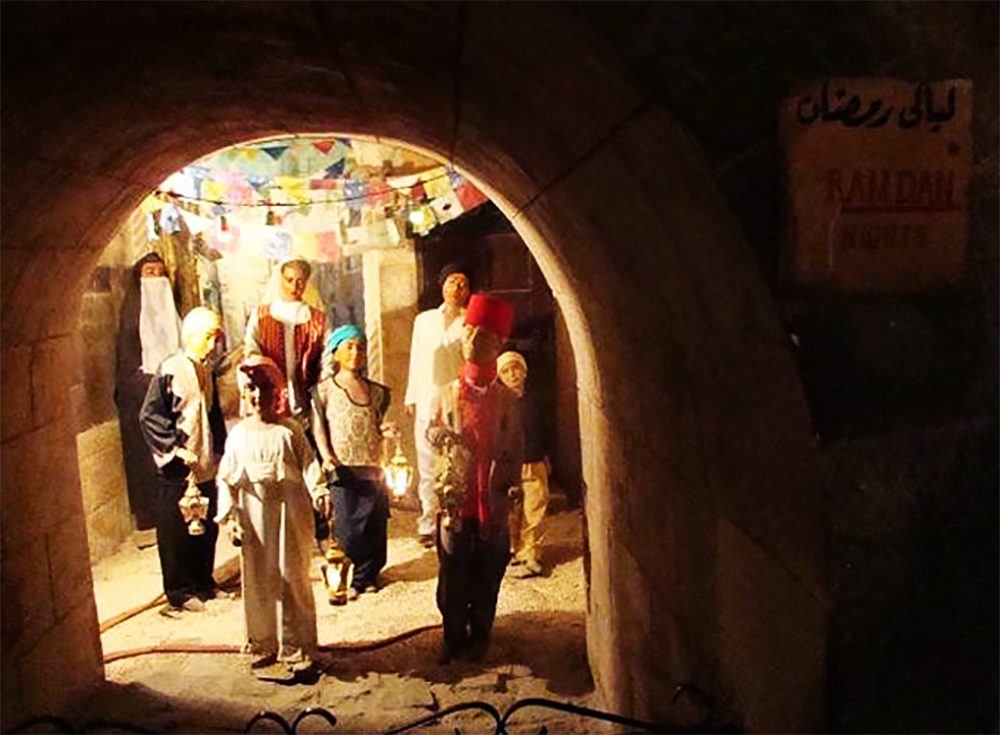
قسم ليالي رمضان في المتحف

بانتهاء عروض هذه الصالة يمكن للزائر الانتقال إلى صالة أخرى مروراً بأحد الممرات المخصصة لذلك، حيث يمكنه مشاهدة مشهد ديني يعبر عن انتشال موسى من النيل بهذا الممر، وتظهر في خلفية المشهد المعابد الفرعونية ونهر النيل وعرش آسيا. بنهاية الممر نجد صالة بها مشاهد تروي قصصا وروايات عن عهد الإسلام والخلفاء الراشدين ومعظم القادة المسلمين، حيث يظهر في أحد المشاهد تمثال لأشهر قارئ للقرآن في عهد الرسول وهو عبد الله بن مسعود وكذلك مشهد لكسوة الكعبة التي كانت تخرج من مصر بداية من فترة حكم شجرة الدر حتى قيام ثورة يوليو 1952.
بجانب آخر من الصالة يوجد مشهد آخر يروي طرق علاج صلاح الدين لريتشارد قلب الأسد ويروي كيف أن صلاح الدين هو الذي انتصر على الصليبيين في موقعة حطين عام 1187 والتي حرر فيها بيت المقدس وعقد بعدها صلح الرملة ثم مغادرة ريتشارد إلى الشام، ويبين هذا المشهد مروءة وسماحة الإسلام دين المحبة والسلام. في الصالة المقابلة لصالة الإسلام، هناك مشهد رائع للويس التاسع ويصور هذا المشهد أسر لويس في دار ابن لقمان بالمنصورة بعد هزيمته من قطز أحد قادة شجرة الدر التي تولت قيادة الجيش بعد وفاة زوجها.
بصالة العرض الأخيرة توجد عدة مشاهد نموذجية غير المشهد الذي خصص للرئيس جمال عبد الناصر، بالإضافة إلى مشهد لليالي رمضان وارتباطها بالشارع المصري خاصة استخدام الفوانيس، بالإضافة إلى مشهد نموذجي للفن الشعبي والذي يتمثل في “الأراجوز”، وبرغم معرفة التاريخ المصري القديم، فإن متحف الشمع يضيف بعدًا آخر لهذا التاريخ ويعمل على تشكيل صورة في الوعي تربط الماضي بالحاضر.

## مشاكل
يعاني المتحف من إهمال شديد في الحقبة الأخيرة، حيث لم يتم إجراء أي تجديد أو صيانة وأصبح مملوء بالقمامة بالإضافة إلى شروخ في جدران المباني.

## غلق المتحف
في سبتمبر 2009 أصدرت وزارة الثقافة قراراً بغلق متحف الشمع حفاظاً على سلامة الزائرين، بعد تقارير اللجنة التي استملت المبنى من محافظة القاهرة والتي أكدت أن مواصفات الأمان منعدمة وفي مقدمتها أن العروق الخشبية المكون منها الأسقف وتحتاج لترميم، بالإضافة إلى عدم وجود وسائل تهوية مناسبة أو تأمين للمنشأة، ولم يتم فتح المتحف حتى الآن.